# Geschichte meines Lebens (Giacomo Casanova)

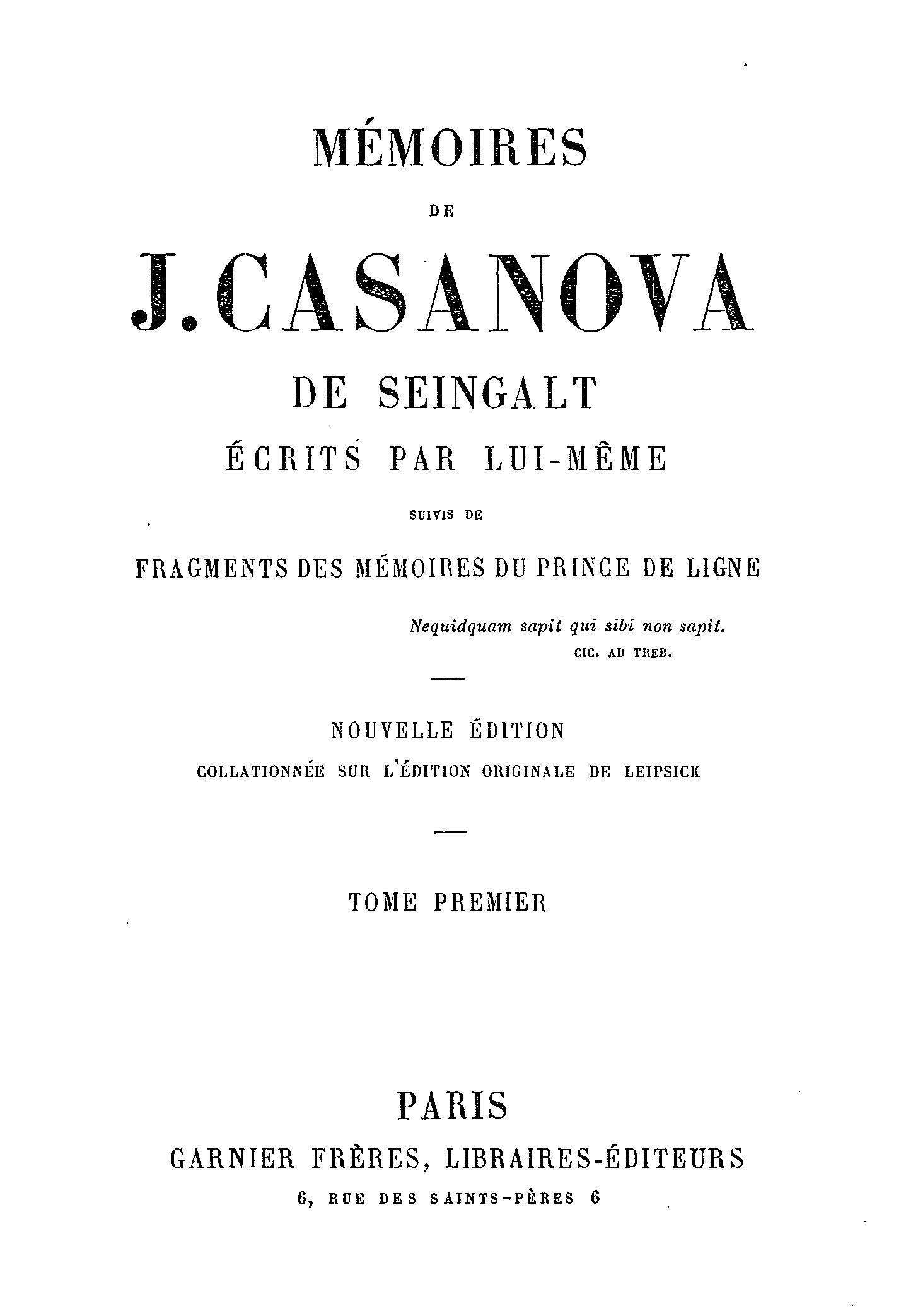
Titelblatt einer Ausgabe aus dem Jahr 1910

Geschichte meines Lebens (Originaltitel: Histoire de ma vie) ist der Titel der Memoiren des italienischen Schriftstellers und Abenteurers Giacomo Casanova (1725–1798), der sich selber Chevalier de Seingalt nannte.
Das Manuskript beschreibt auf etwa 1.800 Doppelseiten Casanovas Leben von seiner Geburt bis zum Jahr 1774. Casanova schrieb das autobiografische Werk in französischer Sprache. Seine Memoiren bilden das Opus magnum seines schriftstellerischen Schaffens und wurden ab 1822 in mehr als 20 Sprachen übersetzt. Die Erstausgabe erfolgte in deutscher Sprache durch F. A. Brockhaus in Leipzig.
Im Februar 2010 erwarb die Bibliothèque nationale de France die Handschrift für etwa 7,2 Millionen Euro.

## Inhalt

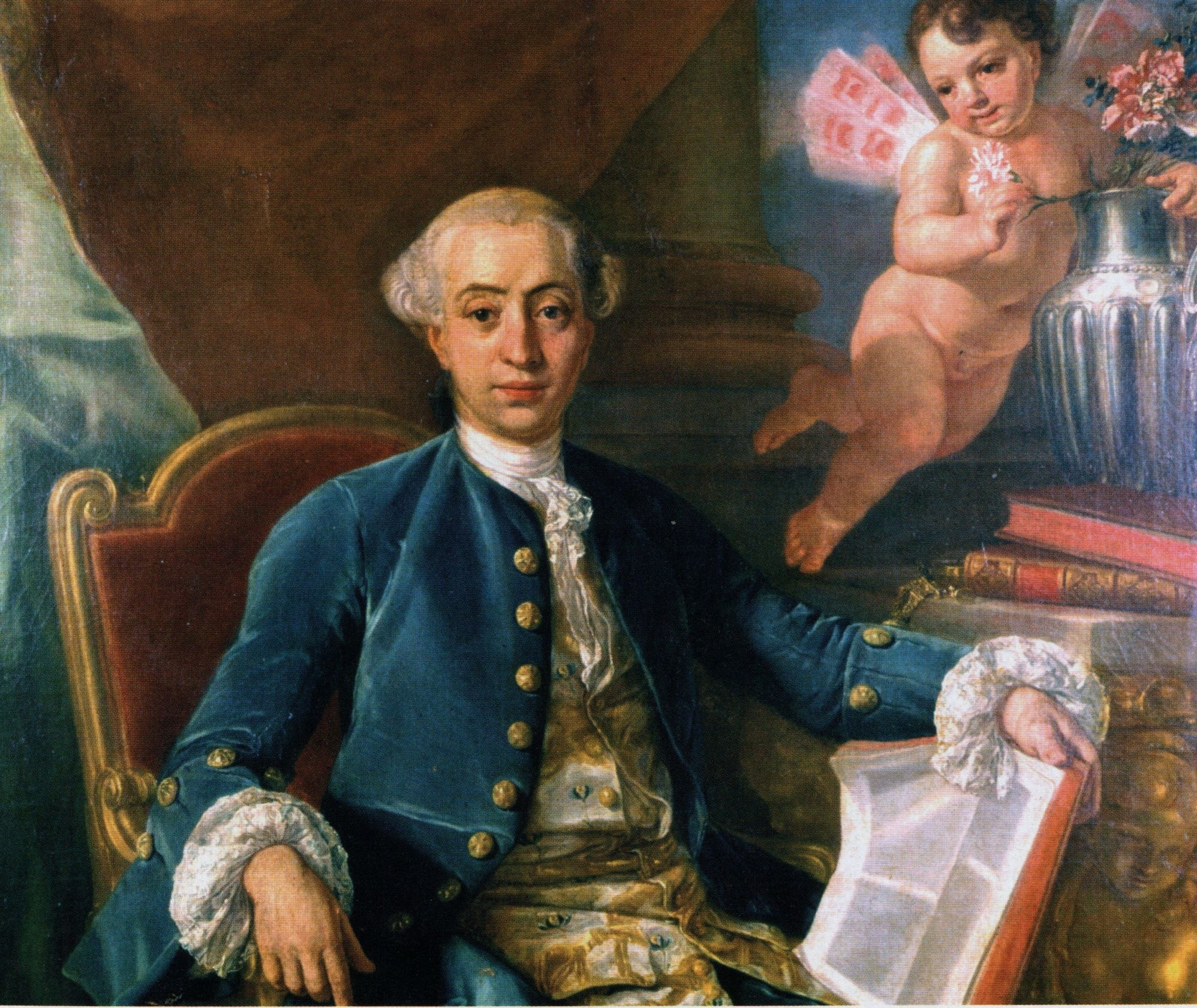
Angebliches Porträt des Giacomo Casanova, Gemälde von Anton Raphael Mengs, um 1760

Die Memoiren des Giacomo Casanova erregten in erster Linie Aufsehen wegen der darin beschriebenen erotischen Abenteuer. Oft werden sie auch nur darauf reduziert. Zahlreiche, drastisch gekürzte Fassungen beschränken sich nur auf die erotischen Partien und rücken die Memoiren in die Nähe zur Pornografie. Andere ‚gesäuberte‘ Bearbeitungen schließen gerade diese Passagen aus. Das Werk zählt jedoch zur Weltliteratur und ist von hohem kulturgeschichtlichen Wert.
Das Manuskript beginnt mit der Beschreibung von Casanovas Abstammung und seiner Geburt im Jahr 1725.
Durch seine Reisen, die ihn durch die Schweiz, Frankreich, Spanien, England, Deutschland, Österreich, die Niederlande, Polen, durch das heutige Tschechien und durch Russland führten, kam er in Kontakt mit bedeutenden Zeitgenossen aus Politik, Kunst und Wissenschaft. Von seinem sechzehnten bis zum sechzigsten Lebensjahr war er mit wenigen Pausen unterwegs.
Er begegnete Herrschern wie Friedrich dem Großen und Katharina der Großen. Er sprach mit den Päpsten Benedikt XIV. und Clemens XIII. und hatte persönlichen Kontakt zur intellektuellen Elite des 18. Jahrhunderts, wie Voltaire, Johann Joachim Winckelmann, Lorenzo da Ponte, Albrecht von Haller, Crébillon und Anton Raphael Mengs.
Einen umfangreichen Abschnitt widmete er der Schilderung seiner spektakulären Flucht aus den Bleikammern, einem Gefängnis im Dogenpalast der Republik Venedig.
Die Memoiren brechen ab mit der Rückkehr des 49-jährigen Casanova nach Venedig im Jahr 1774, nach achtzehnjähriger Verbannung.
Mit ausführlichen Beschreibungen des aristokratischen und des bürgerlichen Lebens, an Fürstenhöfen, in Salons, Klöstern und Bordellen, liefert Casanova ein detailliertes Gesellschaftsbild des vorrevolutionären Europa. Als kulturgeschichtliches Zeugnis werden die Erinnerungen des Giacomo Casanova von anderen Memoiren des 18. Jahrhunderts nicht übertroffen.

## Geschichte des Manuskripts

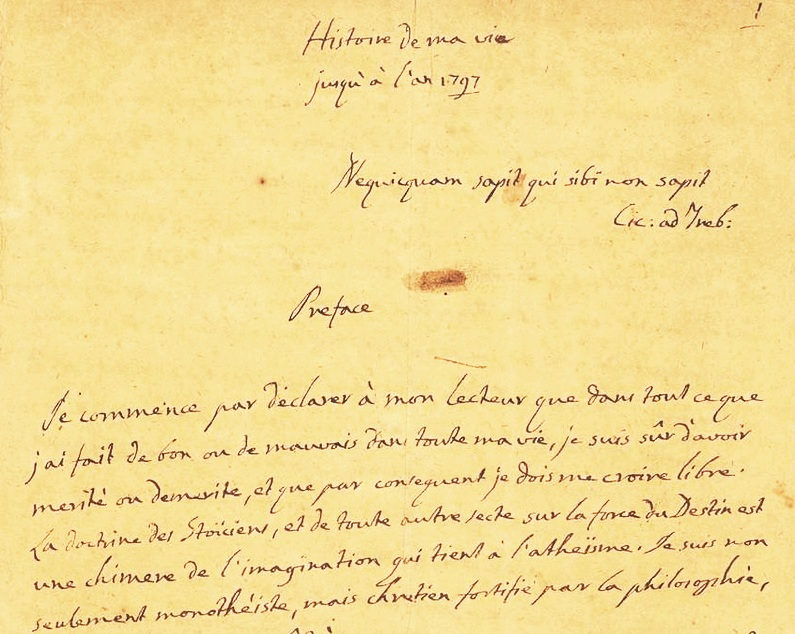
Histoire de ma vie, Band 1, Vorwort

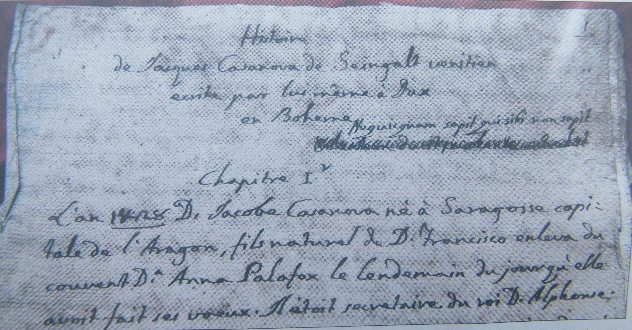
Histoire de ma vie, Band 1, Kapitel 1, Originalmanuskript Folio 13r

Casanova begann im Jahr 1789/1790, im Alter von 64 Jahren, auf Schloss Dux mit der Niederschrift seiner Erinnerungen.
Im Jahre 1794 traf Casanova den Diplomaten und Schriftsteller Charles Joseph Fürst de Ligne. Der Fürst bat Casanova, die Memoiren lesen zu dürfen. Casanova beschloss, das Manuskript zuvor zu überarbeiten. Nach der Lektüre der ersten drei Bände schlug Ligne vor, das Manuskript gegen eine Leibrente einem Verleger zu überlassen. Casanova wandte sich jedoch im Jahr 1797 an den königlich-sächsischen Kabinettsminister Graf Camillo Marcolini mit der Bitte, ihm bei einer Veröffentlichung zu helfen.
Im Mai 1798 reiste Carlo Angiolini, der Ehemann einer Nichte Casanovas, von Dresden nach Dux an das Sterbebett Casanovas und kehrte nach dessen Tod mit dem Manuskript nach Dresden zurück. Als Angiolini im Jahr 1808 starb, kam das Manuskript in den Besitz seiner Tochter Camilla.
Im Jahr 1813 erinnerte sich Camillo Marcolini an das Manuskript und bot Camilla 2.500 Taler, die das Angebot als zu gering abschlug. Als Camilla nach einigen Jahren in finanzielle Not geriet, ließ sie das Manuskript 1821 an den Leipziger Verlag F. A. Brockhaus verkaufen, der in den Jahren 1822 bis 1828 eine erste, gekürzte Ausgabe in deutscher Sprache herausgab.
Als Reaktion auf einen Raubdruck in französischer Sprache brachte Brockhaus eine eigene französische Auflage heraus. Deren Herausgeber Jean Laforgue schickte vier Kapitel des Manuskripts nicht an den Verlag zurück. Das Material ging verloren. Es sind die Kapitel, die den Zeitraum von Juni 1761 bis September 1762 beschreiben, Kapitel 10-13 des 6. Bandes in der Zählung des Manuskripts, das entspricht den Kapiteln 10-13 des 7. Bandes der Schütz-Übersetzung, beziehungsweise Kapitel 1-4 des 8. Bandes der Ausgabe von Laforgue.
Das Originalmanuskript wurde im Verlagshaus in Leipzig bis 1943 aufbewahrt und überstand anschließend die Luftangriffe der Alliierten auf Leipzig in einem Luftschutzbunker. Nach 1945 und der Verlegung des Verlagssitzes nach Wiesbaden lagerte das Werk dort in einem Tresor der Deutschen Bank. Die beim Brockhaus-Verlag über viele Jahrzehnte angelegte umfangreiche Sammlung mit Materialien zu Casanova und dem Manuskript, darunter der Briefwechsel mit den beiden Herausgebern von Casanovas Briefen, Gustav Gugitz und Aldo Ravà (1879–1923), verblieb in Leipzig und befand sich bis 2010 im Bestand 21083 F. A. Brockhaus, Leipzig, im Sächsischen Staatsarchiv Leipzig.
Im Jahr 2010 wurde das Manuskript von der Bibliothèque nationale de France für über 7 Millionen Euro erworben, der bisher teuerste Erwerb der Bibliothek. Es wird angenommen, dass das Manuskript bisher nicht gesichtete oder veröffentlichte Seiten enthält.

## Rezeption
Geschichte meines Lebens wurde in die ZEIT-Bibliothek der 100 Bücher aufgenommen. Den Essay über das Werk verfasste Manès Sperber.

## Editionsgeschichte
Von 1838 bis 1960 wurden alle Ausgaben der Memoiren aus den Übersetzungen von Schütz, Tournachon oder Laforgue abgeleitet. Die Brockhaus-Plon Ausgabe bildet die Textbasis aller wichtigen Ausgaben seit den 1960er Jahren:

### Schütz-Übersetzung (1822–1828)
Der Verleger Friedrich Arnold Brockhaus beauftragte den Dichter und Essayisten Wilhelm von Schütz, das Buch ins Deutsche zu übersetzen. Eine gekürzte Übersetzung des ersten Bandes wurde bereits im Urania Taschenbuch 1822 veröffentlicht. Die Zusammenarbeit zwischen Brockhaus und Schütz hielt bis in das Jahr 1824 und der Veröffentlichung des fünften Bandes. Die weiteren Bände wurden von einem unbekannten Übersetzer übertragen.

### Tournachon-Übersetzung (1825–1829)
Aufgrund des Erfolgs der deutschen Ausgabe beschloss der französische Verleger Victor Tournachon (1771–1837), das Buch in Frankreich zu veröffentlichen. Tournachon hatte keinen Zugang zu dem Originalmanuskript und ließ die deutsche Übersetzung ins Französische übertragen. Der Text wurde stark gekürzt.

### Laforgue-Adaption (1826–1838)
Als Reaktion auf den Raubdruck Tournachons brachte Brockhaus eine eigene französische Auflage heraus, für die Jean Laforgue (1782–1852) das Originalmanuskript überarbeitete. Laforgue entfernte zahlreiche Passagen mit religiösen und politischen Ansichten Casanovas sowie sexuellen Anspielungen und fügte eigene Textabschnitte hinzu. Darüber hinaus schickte er vier Kapitel des Manuskripts nicht an den Verlag zurück. Die französischen Bände wurden von 1826 bis 1838 veröffentlicht und wurden im Jahr 1834 in die Liste des Index Librorum Prohibitorum aufgenommen.

### Die Brockhaus-Plon Ausgabe (1960–1962)
Im Jahr 1960 führte eine Zusammenarbeit zwischen Brockhaus und dem französischen Verlag Plon zur ersten vollständigen und authentischen Ausgabe des Textes. Der Inhalt der vier verlorenen Kapitel wurde aus der Laforgue-Version ergänzt.
Die deutsche Übersetzung von Heinz von Sauter erschien 1964–1967 im Propyläen Verlag. Sie wurde nur an Käufer abgegeben, die ihre Volljährigkeit nachwiesen.

### Die Neuedition von Lahouati und Luna (2013–2015)
Nach dem Erwerb des Manuskripts durch den französischen Staat erfolgte von 2013 bis 2015 unter der Leitung von Gérard Lahouati und Marie-Françoise Luna eine Neuedition in drei Bänden, herausgegeben vom Verlag Éditions Gallimard in Paris.

## Zitate
1. ↑  „Ich habe französisch geschrieben und nicht italienisch, weil die französische Sprache weiter verbreitet ist als die meinige.“ – Band 1, Vorrede
2. ↑  „Ich habe diese Erinnerungen nicht für die Jugend geschrieben; denn diese muss in der Unwissenheit erhalten werden, damit sie nicht zu Fall komme.“ – Band 1, Vorrede

### Hauptausgaben
Französisch:
- Histoire de ma vie. 6 Doppelbände, Brockhaus/Plon. Wiesbaden und Paris 1960–1962.
- Histoire de ma vie. 3 Bände, Édition établie sous la direction de Gérard Lahouati et Marie-Françoise Luna avec la collaboration de Furio Luccichenti et Helmut Watzlawick, Gallimard (Bibliothèque de la Pléiade), Paris 2013–2015, ISBN 9782070148424.

Deutsch:
- Aus den Memoiren des Venetianers Jacob Casanova de Seingalt, oder Sein Leben, wie er es zu Dux in Böhmen niederschrieb, ins Deutsche übersetzt von Wilhelm von Schütz, 12 Bände, Brockhaus, Leipzig 1822–1828.
- Erinnerungen. Übersetzt und hrsg. von Franz Hessel und Ignaz Ježower,10 Bände, Ernst Rowohlt Verlag, Berlin 1925.
- Geschichte meines Lebens. Herausgegeben und eingeleitet von Erich Loos. Erstmals nach der Urfassung ins Deutsche übersetzt von Heinz von Sauter, 12 Bände, Propyläen, Berlin 1964–1967.
- Geschichte meines Lebens. Herausgegeben und kommentiert von Günter Albrecht in Zusammenarbeit mit Barbara Albrecht. Vollständige Übersetzung in zwölf Bänden von Heinrich Conrad nach der Ausgabe München und Leipzig 1907/1909. Revidiert und ergänzt nach Jacques Casanova des Seingalt Vénitien: Histoire de ma vie. Edition integrale (Wiesbaden und Paris 1960/1962, Tom. 1–6, Vol. 1–12). Übersetzungen der Textergänzungen aus dem Französischen von Regina Salffner, 12 Bände, Gustav Kiepenheuer, Leipzig und Weimar, 1983–1988.

### Sekundärliteratur
- Ansgar Bach: Giacomo Casanova in Dresden. Seine Dresdner Affären und die Familie. Kopfundwelt, Berlin 2017, ISBN 978-3-9816632-1-1.

Eine Monografie zu den Aufenthalten in Dresden und zur frühen Editionsgeschichte der Memoiren mit Blick auf die damals in Dresden lebenden Berater, Übersetzer und Herausgeber Ludwig Tieck, Wilhelm von Schütz und Jean Laforgue.
- Ansgar Bach: Casanova und Leipzig. Seine Leipziger Affären und die Memoiren. Kopfundwelt, Berlin 2015, ISBN 978-3-9816632-0-4.

Eine Monografie zu den Aufenthalten in Leipzig und der Editionsgeschichte der Memoiren bei Brockhaus.
- Helmut Bertram: Casanovas Memoiren. Ihre abenteuerliche Entstehungs-, Publikations- und Wirkungsgeschichte. In: Europäische Memoiren / Memoires Europeens, V&R Unipress GmbH, Göttingen 2008, S. 147–162, ISBN 978-3-89971-480-7.
- Julia Dombrowski: Casanova als literarische Figur. Grin Verlag, München 2006, ISBN 978-3-638-47335-4.
- Horst Albert Glaser (Hrsg.): Die Wende von der Aufklärung zur Romantik 1760–1820. Band 1, John Benjamins Publishing, Amsterdam 2001, ISBN 90-272-3447-7.
- Hermann Kesten: Die Lust am Leben. Boccaccio, Aretino. Casanova. Desch, München 1968.
- Thilo Koch: Casanovas Manuskript 140 Jahre geheimgehalten. In: Die Zeit, Nr. 10/1960, 4. März 1960.
- Thilo Koch: Casanova. Ein Versuch. Langen-Müller, München 1959.
- Thilo Koch: Casanova – Dichtung und Wahrheit. (Fortsetzungsrezension in: Die Zeit, Nr. 50/1958 – 8/1959: Casanova – Dichtung und Wahrheit. Eine neue Ausgabe der Memoiren ließ ein neues Bild des Verführers entstehen. – Memoiren als Rache – Casanova – Dichtung und Wahrheit (3) – Ganz dem Genuß der Liebe hingegeben – „Hauptsache: Der Kultus der Sinnenlust“ – Unter den Bleidächern Venedigs – Zwischen Menuetten und Enzyklopädien – Wer ist ein Apostel der Zügellosigkeit? – Er wird ein Taugenichts und großer Herr – Erotisches Genie führte die Feder – Umarmte sie zum letztenmal...).
- Carina Lehnen: Das Lob des Verführers. Über die Mythisierung der Casanova-Figur in der deutschsprachigen Literatur zwischen 1899 und 1933. Igel Verlag, Paderborn 1995, ISBN 3-89621-007-6.
- Heinz von Sauter: Der wirkliche Casanova. Engelhorn-Verlag, Stuttgart 1987, ISBN 3-87203-020-5.
- Hermann Schreiber: Casanova. Eine Biographie. Droste, Düsseldorf 1998, ISBN 3-7700-1090-6.
- Manès Sperber: Geschichte meines Lebens. In: Die Zeit, Nr. 38/1979, 14. September 1979.
- Stefan Zweig: Drei Dichter ihres Lebens. Casanova – Stendhal – Tolstoi. In: Die Baumeister der Welt. Band 3, Insel, Leipzig 1928.
- Lothar Müller: Die Feuerschrift. Giacomo Casanova und das Ende des alten Europa. Verlag Klaus Wagenbach, Berlin 2025.